# Nicolás Batista
Nicolás Batista (Capital Federal, Provincia de Buenos Aires, Argentina, 27 de enero de 1991) es un futbolista argentino con algunos partidos en primera. Jugaba como marcador central o lateral izquierdo. Su primer equipo fue Argentinos Juniors. Actualmente es técnico de futbol. Es hijo y ayudante de campo del exfutbolista y entrenador argentino Sergio Batista.

## Trayectoria
Batista comenzó su carrera profesional en Argentinos Juniors. Debutó el 6 de noviembre de 2011 en un partido ante Racing Club de Avellaneda, en que su equipo cayó por 1 a 0. Marca su primer gol en la máxima categoría del fútbol argentino ante Independiente el 3 de marzo de 2012, abriendo el marcador del partido que su equipo ganaría por resultado 3-1. 
Tras varias lesiones en las rodillas, bajo a la Primera B Nacional para tener más rodaje en Brown de Adrogué, Sin embargo, las lesiones continuaron en el tricolor y pasó a desempeñarse en la Primera B, en Estudiantes de Caseros. Donde después de un año decidió retirarse y comenzar su carrera como técnico de futbol, el primer caso fue en las Selecciones Juveniles de Armenia en el año 2018, luego en el 2019 fue Técnico Alterno de su padre Sergio Batista en Qatar S.C.

## Clubes
| Club               | País      | Año       | PJ | Goles |
| ------------------ | --------- | --------- | -- | ----- |
| Argentinos Juniors | Argentina | 2011-2015 | 45 | 1     |
| Brown de Adrogué   | Argentina | 2016      |    |       |
| Estudiantes        | Argentina | 2016      |    |       |